# Seznam dílů seriálu Strike
Toto je seznam dílů seriálu Strike.

## Přehled řad
| Řada | Název            | Díly | Premiéra ve VB    | Premiéra ve VB    | Premiéra v ČR    | Premiéra v ČR     |
| Řada | Název            | Díly | První díl         | Poslední díl      | První díl        | Poslední díl      |
| ---- | ---------------- | ---- | ----------------- | ----------------- | ---------------- | ----------------- |
| 1    | Volání kukačky   | 3    | 27. srpna 2017    | 3. září 2017      | 2. června 2018   | 16. června 2018   |
| 2    | Hedvábník        | 2    | 10. září 2017     | 17. září 2017     | 23. června 2018  | 30. června 2018   |
| 3    | Ve službách zla  | 2    | 25. února 2018    | 4. března 2018    | 7. července 2018 | 14. července 2018 |
| 4    | Smrtící bílá     | 4    | 30. srpna 2020    | 13. září 2020     | 7. března 2021   | 28. března 2021   |
| 5    | Neklidná krev    | 4    | 11. prosince 2022 | 19. prosince 2022 | 7. února 2023    | 28. února 2023    |
| 6    | Černočerné srdce | 4    | 16. prosince 2024 | 24. prosince 2024 |                  |                   |

## Seznam dílů

### Volání kukačky(2017)
| Č. v seriálu | Původní název                | Český název | Režie           | Scénář       | Datum premiéry | Premiéra v ČR   |
| ------------ | ---------------------------- | ----------- | --------------- | ------------ | -------------- | --------------- |
| 1            | The Cuckoo's Calling: Part 1 | Epizoda 1   | Michael Keillor | Ben Richards | 27. srpna 2017 | 2. června 2018  |
| 2            | The Cuckoo's Calling: Part 2 | Epizoda 2   | Michael Keillor | Ben Richards | 28. srpna 2017 | 9. června 2018  |
| 3            | The Cuckoo's Calling: Part 3 | Epizoda 3   | Michael Keillor | Ben Richards | 3. září 2017   | 16. června 2018 |

### Hedvábník(2017)
| Č. v seriálu | Původní název        | Český název | Režie         | Scénář   | Datum premiéry | Premiéra v ČR   |
| ------------ | -------------------- | ----------- | ------------- | -------- | -------------- | --------------- |
| 4            | The Silkworm: Part 1 | Epizoda 1   | Kieron Hawkes | Tom Edge | 10. září 2017  | 23. června 2018 |
| 5            | The Silkworm: Part 2 | Epizoda 2   | Kieron Hawkes | Tom Edge | 17. září 2017  | 30. června 2018 |

### Ve službách zla(2018)
| Č. v seriálu | Původní název          | Český název | Režie             | Scénář   | Datum premiéry | Premiéra v ČR     |
| ------------ | ---------------------- | ----------- | ----------------- | -------- | -------------- | ----------------- |
| 6            | Career of Evil: Part 1 | Epizoda 1   | Charles Sturridge | Tom Edge | 25. února 2018 | 7. července 2018  |
| 7            | Career of Evil: Part 2 | Epizoda 2   | Charles Sturridge | Tom Edge | 4. března 2018 | 14. července 2018 |

### Smrtící bílá(2020)
| Č. v seriálu | Původní název        | Český název | Režie     | Scénář   | Datum premiéry | Premiéra v ČR   |
| ------------ | -------------------- | ----------- | --------- | -------- | -------------- | --------------- |
| 8            | Lethal White: Part 1 | Epizoda 1   | Sue Tully | Tom Edge | 30. srpna 2020 | 7. března 2021  |
| 9            | Lethal White: Part 2 | Epizoda 2   | Sue Tully | Tom Edge | 31. srpna 2020 | 14. března 2021 |
| 10           | Lethal White: Part 3 | Epizoda 3   | Sue Tully | Tom Edge | 6. září 2020   | 21. března 2021 |
| 11           | Lethal White: Part 4 | Epizoda 4   | Sue Tully | Tom Edge | 13. září 2020  | 28. března 2021 |

### Neklidná krev(2022)
| Č. v seriálu | Původní název          | Český název | Režie     | Scénář   | Datum premiéry    | Premiéra v ČR  |
| ------------ | ---------------------- | ----------- | --------- | -------- | ----------------- | -------------- |
| 12           | Troubled Blood: Part 1 | Epizoda 1   | Sue Tully | Tom Edge | 11. prosince 2022 | 7. února 2023  |
| 13           | Troubled Blood: Part 2 | Epizoda 2   | Sue Tully | Tom Edge | 12. prosince 2022 | 14. února 2023 |
| 14           | Troubled Blood: Part 3 | Epizoda 3   | Sue Tully | Tom Edge | 18. prosince 2022 | 21. února 2023 |
| 15           | Troubled Blood: Part 4 | Epizoda 4   | Sue Tully | Tom Edge | 19. prosince 2022 | 28. února 2023 |

### Černočerné srdce(2024)
| Č. v seriálu | Původní název               | Český název | Režie     | Scénář   | Datum premiéry    | Premiéra v ČR |
| ------------ | --------------------------- | ----------- | --------- | -------- | ----------------- | ------------- |
| 16           | The Ink Black Heart: Part 1 | Epizoda 1   | Sue Tully | Tom Edge | 16. prosince 2024 |               |
| 17           | The Ink Black Heart: Part 2 | Epizoda 2   | Sue Tully | Tom Edge | 17. prosince 2024 |               |
| 18           | The Ink Black Heart: Part 3 | Epizoda 3   | Sue Tully | Tom Edge | 23. prosince 2024 |               |
| 19           | The Ink Black Heart: Part 4 | Epizoda 4   | Sue Tully | Tom Edge | 24. prosince 2024 |               |